# SN 1988ab
SN 1988ab – supernowa odkryta 4 grudnia 1988 roku w galaktyce NGC 762. W momencie odkrycia miała maksymalną jasność 15,60m.